# Epilobium ciliatum
Epilobium ciliatum es una especie de Epilobium conocida con los nombres comunes en inglés de "fringed willowherb" y "American willowherb". Se encuentra en diversos lugares del mundo. Es nativa de Norteamérica y del este de Asia, y una especie introducida en Eurasia y Australia. Se puede encontrar en una gran variedad de hábitats, incluyendo áreas alteradas y bordes de carreteras.

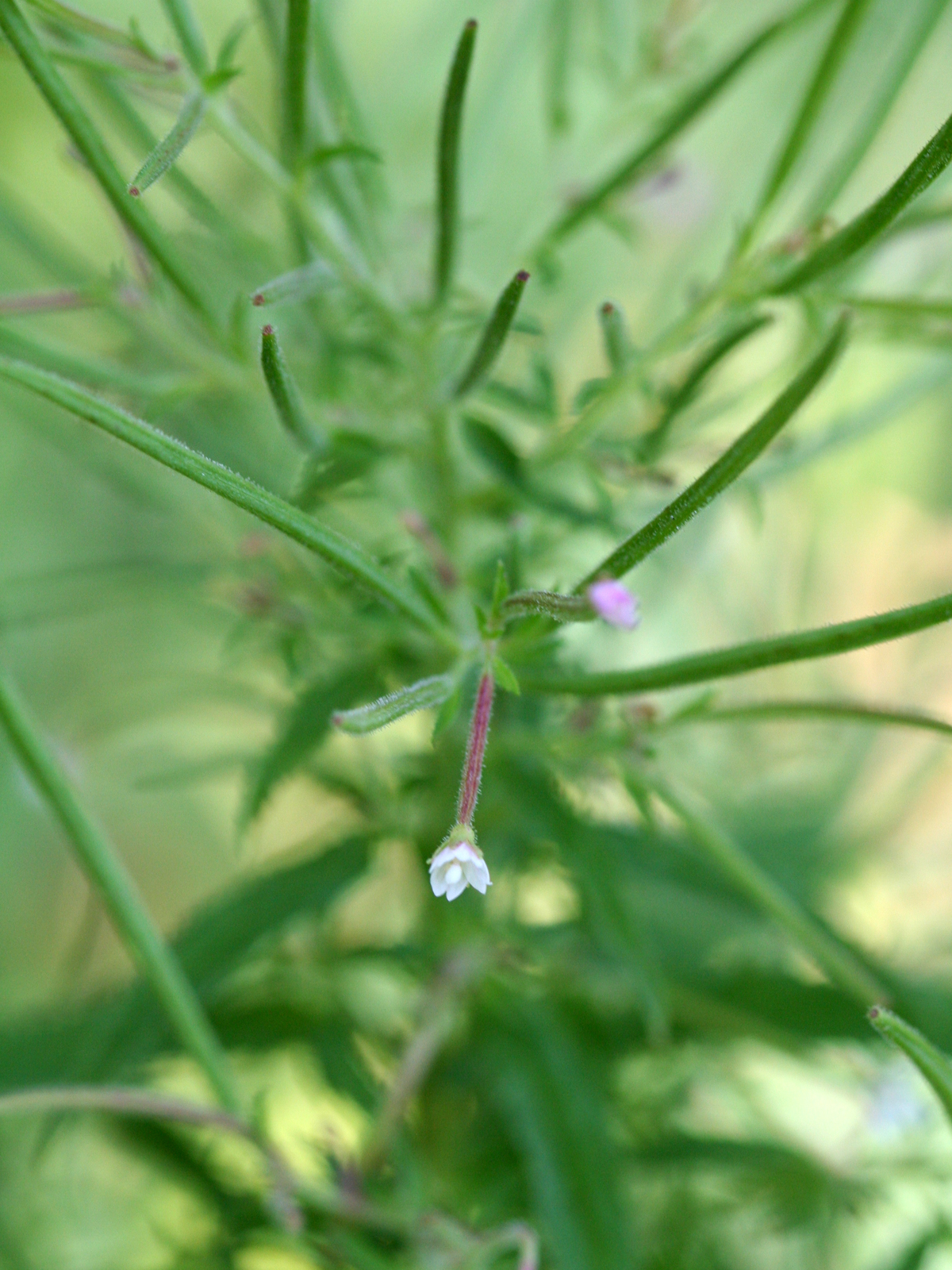
Vista de la planta

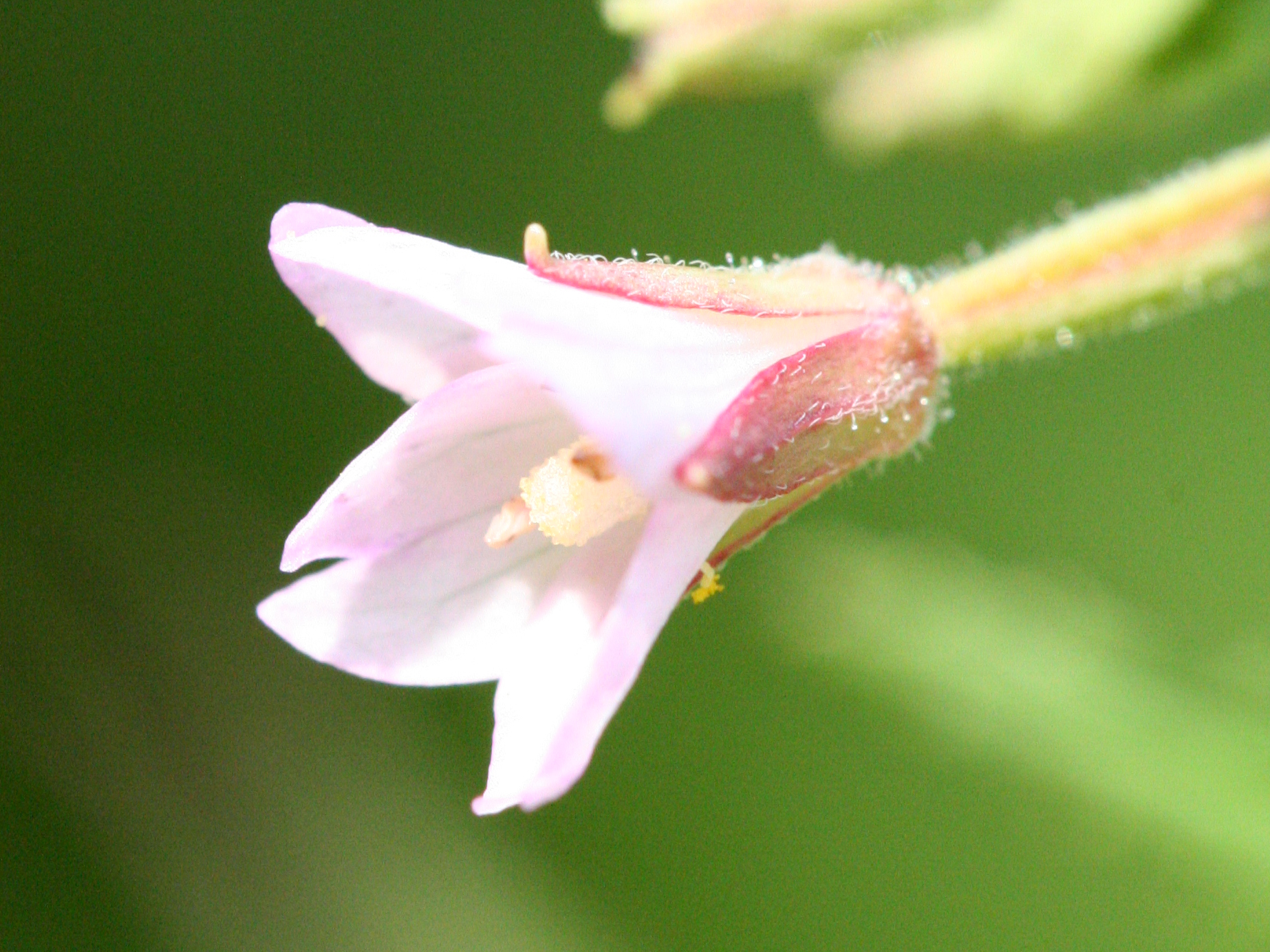
Detalle de la flor

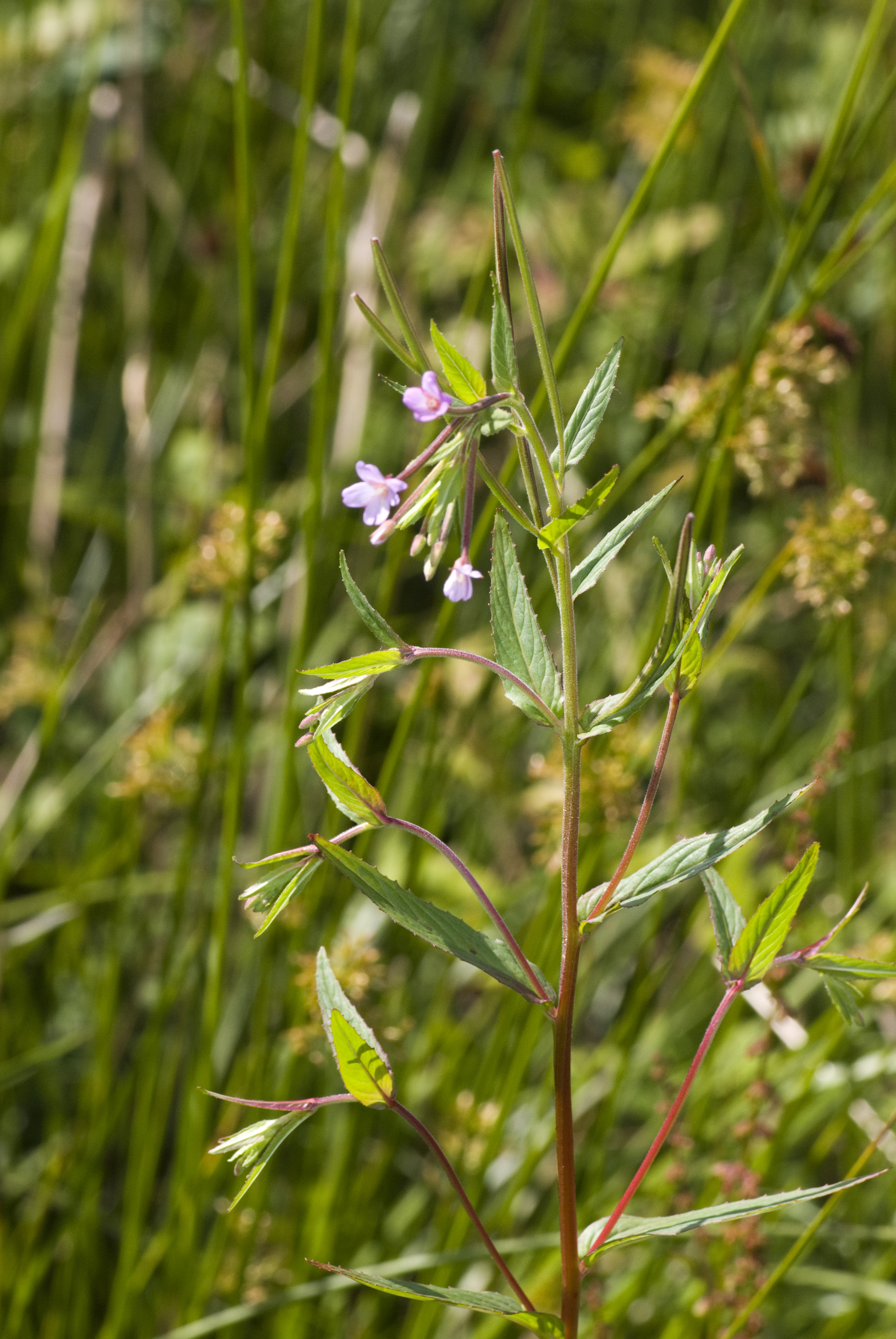
Vista de la planta

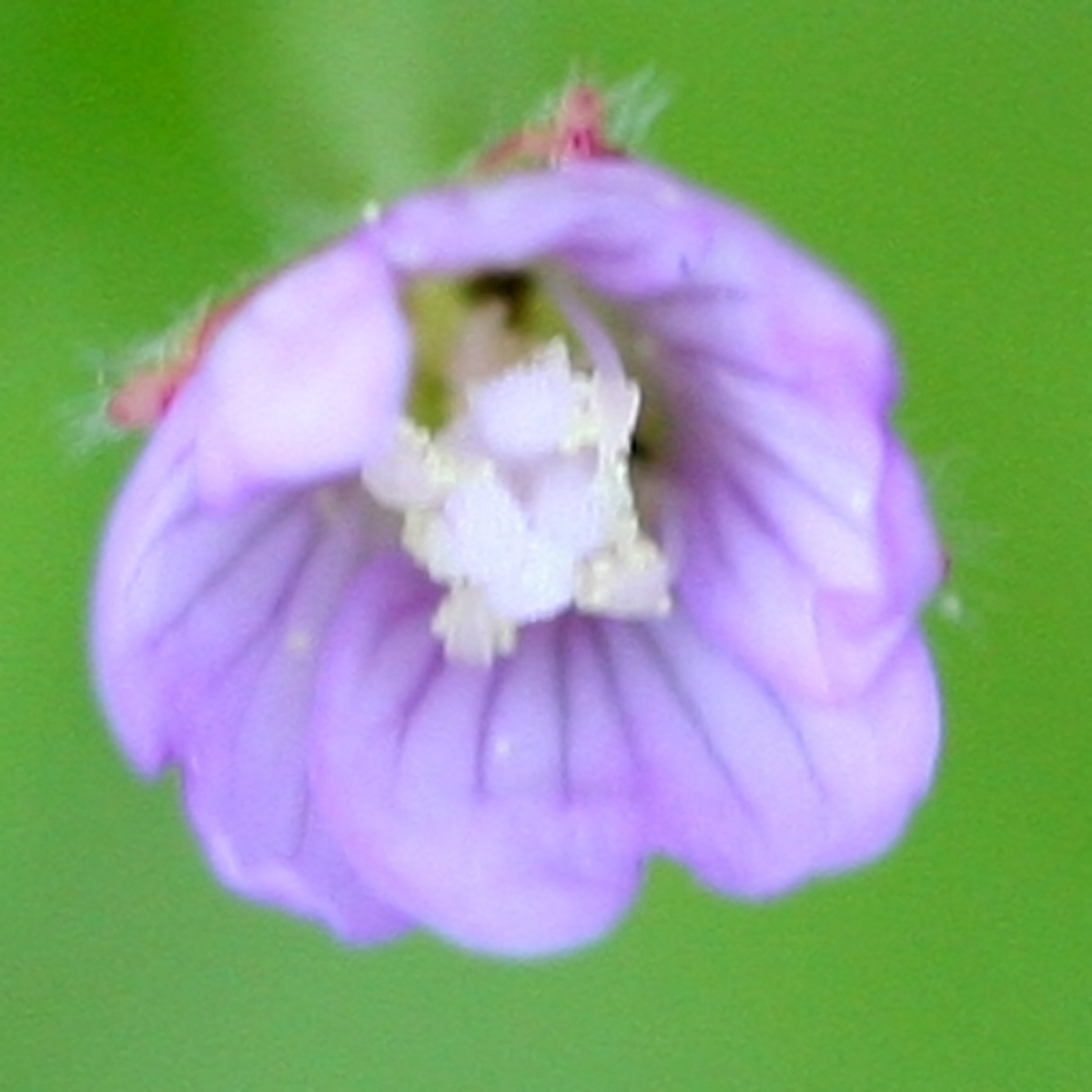
Flor

## Descripción
Esta es una planta perenne superior a un metro y medio de altura. Tiene gruesas venas en las hojas con forma de lanza, que puede ser de hasta 15 centímetros de largo hacia la base de la planta. El follaje, tallo y las inflorescencias están cubiertas de pelos erizados y de glándulas. Las flores tienen forma de trompeta con cuatro pétalos que están tan profundamente dentados que parecen como cuatro pares. Son de color blanco a  púrpura o rosa con vetas oscuras. El fruto es una peluda cápsula estrecha de hasta 10 centímetros de longitud.

## Ecología
La planta es el alimento de las larvas de las polillas Eudryas brevipennis y  Phalaenoides glycinae.

## Taxonomía
Epilobium ciliatum fue descrita por  Constantine Samuel Rafinesque y publicado en Encyclopédie Méthodique, Botanique 2(1): 376. 1786.
Etimología
Epilobium: nombre genérico que proviene de las palabras griegas: epi = "sobre", y lobos = "una vaina o cápsula," como la flor y la cápsula aparecen juntas, la corola está soportada en el extremo del ovario.
ciliatum: epíteto latíno que significa "con flecos de pelos".
Variedades
Tres subespecies son reconocidas como válidas:
- Epilobium ciliatum ssp. ciliatum
- Epilobium ciliatum ssp. glandulosum (Lehm.) Hoch & P.H.Raven
- Epilobium ciliatum ssp. watsonii (Barbey) Hoch & P.H.Raven

Sinonimia
- Epilobium adenocaulon Hausskn.
- Epilobium bergianum A.K.Skvortsov
- Epilobium glandulosum Lehm.
- Epilobium pseudorubescens A.K.Skvortsov
- Epilobium rubescens Rydb.
- Epilobium watsonii Barbey
- Epilobium aconcaguinum Phil.
- Epilobium albiflorum Phil.
- Epilobium argentinum Sam.
- Epilobium caesiovirens Sam.
- Epilobium chilense Hausskn.
- Epilobium chilense var. latifolium Sam.
- Epilobium chilense var. macrum Sam.
- Epilobium constrictum Sam.
- Epilobium glandulosum var. asiaticum H.Hara
- Epilobium glandulosum var. kurilense (Nakai) H. Hara
- Epilobium hookerianum Hausskn. ex Skottsb.
- Epilobium kurilense Nakai
- Epilobium leiophyton Sam.
- Epilobium longipes Sam.
- Epilobium magellanicum Hausskn.
- Epilobium maximowiczii Hausskn.
- Epilobium pedicellare var. latifolium Walp.
- Epilobium punctatum H.Lév.
- Epilobium santacruzense Dusén
- Epilobium tetragonum L.
- Epilobium valdiviense Hausskn.[1]